# Scoobyho dobrodružství – Tajemná mapa
Scoobyho dobrodružství – Tajemná mapa (v anglickém originále Scooby-Doo! Adventures: The Mystery Map) je americký animovaný loutkový komediální mysteriózní film z roku 2013, který je dvacátým dílem série Scooby-Doo. Premiéru měl 21. července 2013 na Comic-Conu v San Diegu a 23. července 2013 byl vydán ke stažení v digitální podobě a exkluzivně na DVD v obchodním řetězci Walmart. Dne 11. února 2014 byl vydán na DVD pro běžný trh.
Samotné loutky vycházejí z předloh hlavních postav z filmu Štěně jménem Scooby-Doo.

## Příběh
Scoobyho parta se poflakuje ve svém domku na stromě. Objednají si pizzu. Scooby najde ve svém kousku pizzy srolovanou mapu. Velma zjistí, že mapa vede k pokladu piráta Gnarlybearda. Vydají se ho hledat, jenže je napadne Fantomův papoušek, kterému se podaří mapu ukrást. Po stopách papouška narazí na doktora Escobara a Shirley, do té je Fred zamilovaný. V domnění, že je poklad v majáku, se jim podaří papouška polapit. Zjistí, že je to Stu Stukowski, který jim předtím dovezl pizzu. Podle něj je pirát Gnarleybeard jeho vzdálený příbuzný a poklad v majáku neobjeví.
V domku na stromě však zjistí, že chybí kousek mapy, který Scooby snědl. Parta zjistí, že pirát Gnarlybeard byla převlečená Shirley a poklad byly vousy a přípravky na péči o vlasy.

## Obsazení

### Loutkaři
- David Rudman jako Scooby-Doo
- Eric Jacobson jako Shaggy Rogers
- Matt Vogel jako Fred Jones
- Stephanie D'Abruzzo jako Velma Dinkley, Shirley Stukowski
- Alice Dinnean jako Daphne Blake, Dr. Escobar
- Peter Linz jako fantomův papoušek, Gnarlybeard, Stu Stukowski, majákový Lou
- Paul McGinnis jako další loutky
- Adam Rudman jako další loutky

### Dabing
- Frank Welker jako Fred Jones, Scooby-Doo
- Stephanie D'Abruzzo jako Velma Dinkley, Shirley Stukowski
- Grey DeLisle Griffin jako Daphne Blake, Dr. Escobar
- Matthew Lillard jako Shaggy Rogers
- John Rhys-Davies jako Gnarlybeard
- Dee Bradley Baker jako fantomův papoušek, Stu Stukowski
- Jeff Bennett jako majákový Lou, prodejce hot dogů

## Písně
- "Here Comes Summer"
- "Dig It"
- "Scooby-Doo: Abracadabra Doo"